# Bernt Thörnell
Bernt Törnell, född 1949 i Linköping, är en svensk författare med inriktning på svensk militärhistoria. Han bor sedan 1997 i Tomelilla. Han har populärt beskrivit hur det Svenska flygvapnet fungerade främst inom stridsledning och luftbevakning under kalla kriget.